# John Fieldhouse
Admiraal van de vloot John David Elliott Fieldhouse, Baron Fieldhouse, GCB, GBE (12 februari 1928 – 17 februari 1992) was een Brits marineofficier, Hij was de gezagvoerder van vijf Britse onderzeeboten en een fregat voordat hij in de jaren 70 hogere posities binnen de Royal Navy verkreeg. 
Na de Argentijnse invasie van de Falklandeilanden werd hij aangesteld als commandant van de Britse Task Force 317, met als missie het heroveren van de eilanden tijdens de Falklandoorlog. De campagne eindigde met de overgave van de Argentijnse strijdkrachten in juni 1982.
Later in dat jaar werd hij First Sea Lord en chef-staf van de marine, waarbij hij de Britse regering ertoe overhaalde om de schepen die in de oorlog verloren waren gegaan te vervangen. Vanaf 1985 werd hij chef-staf van defensie, totdat hij in 1988 met pensioen ging.
Hij overleed op 64-jarige leeftijd aan de gevolgen van een infectie die hij opliep tijdens een hartoperatie in 1992.